# Scholastika von Riccabona
Scholastika Riccabona von Reichenfels (* 21. März 1884 in Innsbruck; † 26. Mai 1963 in Berg (Schussental)) war eine österreichisch-deutsche Benediktinerin und Äbtissin.

## Leben
Scholastika Riccabona von Reichenfels, Taufname Franziska trat 1907 in die Benediktinerinnenabtei Nonnberg ein und legte am 4. September 1909 die Ordensgelübde ab. Am 24. Juli 1919 wurde sie zur Priorin des zu Nonnberg gehörenden Klosters St. Hemma in Gurk, Kärnten, gewählt.
Da das Kloster in Gurk seit der Gründung 1890 immer wieder mit großen Schwierigkeiten zu kämpfen hatte, wurde es schließlich 1924 aufgegeben und in Zusammenarbeit mit der Erzabtei Beuron und der Abtei St. Gabriel in Bertholdstein das neue Kloster St. Erentraud in Kellenried bei Ravensburg gegründet und mit Nonnen und Schwestern aus St. Hemma und St. Gabriel besiedelt. Am 24. August 1926 zur Äbtissin gewählt, leitete Scholastika Riccabona dort bis zu ihrem Tod 1963 den inneren und äußeren Aufbau der Abtei, unterbrochen durch die Aufhebung und die Vertreibung der Schwestern durch die nationalsozialistische Regierung 1940 bis 1945. Höhepunkt des Klosteraufbaus war die Weihe der Kirche im Mai 1958.